# سرگئی توماسیان
سرگئی توماسیان (ارمنی: Սերգեյ Ալեքսանդրի Թումասյան; روسی: Серге́й Александрович Тумасян؛ زادهٔ ۳۱ ژانویهٔ ۱۹۹۰) بازیکن فوتبال در پست هافبک ارمنی‌تبار اهل روسیه است.

## باشگاهی
از باشگاه‌هایی که در آن بازی کرده‌است می‌توان به باشگاه فوتبال روستوف، باشگاه فوتبال گاندزاسار کاپان، باشگاه فوتبال نومه کالیو، باشگاه فوتبال متالورگ بیک‌آباد و باشگاه فوتبال اینفونت اشاره کرد.

## زندگی خصوصی
وی برادر کوچکتر دنیس توماسیان و پسر آلکساندر توماسیان می‌باشد.